# Broadview (Nuovo Messico)
Broadview è una comunità non incorporata (unincorporated community) della contea di Curry, Nuovo Messico, Stati Uniti. Si trova all'incrocio delle strade statali 209, 241 e 275, a 45,9 km a nord di Clovis. Ha un ufficio postale con lo ZIP code 88112.